# Pehr Henrik Nordgren
Pehr Henrik Nordgren (Saltvik, 19 de enero de 1944 – Veteli, 25 de agosto de 2008) fue un compositor finlandés.

## Biografía
Pehr Henrik Nordgren recibió lecciones de composición comenzando en 1958 en Helsinki y posteriormente estudió musicología en la universidad de 1962 a 1967, además de recibir clases privadas de Joonas Kokkonen de 1965 a 1969. En la Universidad Nacional de Bellas Artes y Música de Tokio, complementó sus estudios de composición de 1970 a 1973 con Yoshio Hasegawa y se familiarizó con la música japonesa tradicional, que pronto se convirtió en una influencia en sus obras.
En 1973, se casó con Shinobu Suzuki en Tokyo y volvió a Finlandia estableciéndose en Kaustinen, un pequeño pueblo de la Ostrobothnia. Kaustinen es el centro de la música folclórica en Finlandia. Durante todo el verano se celebran festivales de música folclórica con viajeros de todo el mundo. Así, Nordgren se preocupó ahora por la música de su país. Por otro lado, comenzó a colaborar intensamente con la Orquesta de Cámara de Ostrobotnia y su director Juha Kangas, lo que dio lugar a una gran cantidad de obras orquestales.
El estilo de Nordgren se deriva del dodecafonismo, así como del uso de grupos de tonos de György Ligeti, al tiempo que utiliza muchos otros elementos de la composición contemporánea en lugar de seguir una única tradición designada. La música de Nordgren también presenta elementos de la música tradicional japonesa (por ejemplo, en las Baladas Kwaidan para piano), a veces combinando elementos e instrumentos de la música japonesa con los de la música folclórica finlandesa, particularmente el kantele. En la obra de Nordgren son fundamentales las obras para cuerdas, ya sea en conciertos, piezas para orquesta de cuerdas (por ejemplo, "Retratos de violinistas rurales", una de sus obras orquestales más interpretadas), cuartetos de cuerda o sonatas.

## Obras
Ópera
- Den svarte munken (The Black Monk), ópera de cámara en 8 escenas, Op. 52 (1981, 2005)
- Alex, ópera de televisión, Op. 56 (1982–1983)

Orquesta
- Euphonie I , Op. 1 (1966)
- Épiphrase, Op. 4 (1967)
- Euphonie II, Op. 5 (1967)
- Minore, Op. 6 (1968)
- Koko maailma valittanee para orquestas de cuerda, Op. 26b (1966, revisado en 1974)
- The Turning Point, Op. 16 (1972)
- Sinfonía No. 1, Op. 20 (1974)
- Euphonie III, Op. 24 (1975)
- Pelimannimuotokuvia para orquestas de cuerda, Op. 26 (1976)
- Summer Music , Op. 34 (1977)
- Häjyt', música para televisión, Op. 38 (1977)
- Tuolla mun heilani asuskeloo para orquestas de cuerda, Op. 40 (1977)
- Sinfonía para cuerda, Op. 43 (1978)
- Concerto para cuerda, Op. 54 (1982)
- Jumala on kauneus (God Is Beauty), música para televisión, Op. 64 (1984)
- Elegia Vilho Lammelle (Elegía para Vilho Lampi), Op. 65 (1984)
- Transe-Choral for 15 strings, Op. 67 (1985)
- Sinfonía No. 2, Op. 74 (1989)
- Cronaca para orquestas de cuerda, Op. 79 (1991)
- Streams para orquestas de cuerda, Op. 80 (1991)
- Sinfonía No. 3, Op. 88 (1993)
- Equilibrium for 19 strings, Op. 94 (1995)
- Chamber Symphony, Op. 97 (1996)
- Sinfonía No. 4, Op. 98 (1997)
- Yamagata Rhapsody, Op. 99 (1997)
- Kallioon piirretty para orquestas de cuerda, Op. 100 (1997)
- Sinfonía No. 5, Op. 103 (1998)
- Sinfonía No. 6  Interdependence  para soprano, tenor, coro mixto y orquesta, Op. 107 (1999–2000)
- Solemnity-Euphony for 19 strings, Op. 118 (2002)
- Sinfonía No. 7, Op. 124 (2003)
- Kuvia maaseudun menneisyydestä (Pictures of the Country's Past; Pictures of Rural Past), adaptaciones gratuitas de melodías populares finlandesas para orquesta de cuerdas y arpa, Op. 139 (2006)
- Sinfonía No. 8, Op. 140 (2006)

Gran conjunto de cámara
- Nachtwache (Night Watch), Suite para música para radio para 3 clarinetes, trompa, percusión (5 intérpretes), piano, arpa, violín, viola y violonchelo, Op. 3 (1967)
- Neljä kuolemankuvaa para conjunto de cámara, Op. 8 (1968)
- Euphonie IV para big band, Op. 51 (1981)
- Fate-Nostalgia para clarinete, violín, piano y 12 violonchelos, Op. 72 (1989)
- Programme Music para flauta (piccolo y flauta alta), oboe, clarinete, fagot, trompa, percusión, 2 violines, viola, violonchelo y contrabajo, Op. 76 (1990)

Conciertos
- Concierto de violín No. 1, Op. 10 (1969)
- Concierto de viola No. 1, Op. 12 (1970)
- Concierto para clarinete, instrumentos folclóricos y pequeña orquesta, Op. 14 (1970)
- Autumnal Concerto para instrumentos tradicionales japoneses (shakuhachi, shamisen, koto, jūshichi-gen) y orquesta, Op. 18 (1974)
- Concierto de piano No. 1, Op. 23 (1975)
- Concierto de violín No. 2, Op. 33 (1977)
- Concierto de viola No. 2, Op. 48 (1979)
- Concierto de violonchelo No. 1, Op. 50 (1980)
- Concierto de violín No. 3, Op. 53 (1981)
- Concierto de violonchelo No. 2, Op. 62 (1984)
- Kantele Concerto No. 1, Op. 66 (1985)
- Concierto de viola No. 3, Op. 68 (1986)
- Hate-Love para violonchelo y orquesta de cuerda, Op. 71 (1987)
- Phantasme para saxofón alto y orquesta, Op. 81 (1992)
- Concierto de violonchelo No. 3, Op. 82 (1992)
- Concerto para viola, contrabajo y orquesta de cámara, Op. 87 (1993)
- Concierto de violonchelo No. 4, Op. 89 (1994)
- Concierto de violín No. 4, Op. 90 (1994)
- Concierto de alto saxofón, Op. 92 (1995)
- Concierto de trompeta, Op. 93 (1995)
- Concierto de cuerno, Op. 95 (1996)
- Concierto de trombón, Op. 102 (1998)
- Concierto de Kantele No. 2, Op. 106 (1999)
- Concerto para cuarteto de saxofones y orquesta de cuerdas con gong, Op. 108 (2000)
- Concierto de oboe, Op. 116 (2001)
- Concierto de piano No. 2, Op. 112 (2001)
- Concierto de guitarra, Op. 126 (2003–2005)
- Concierto de piano No. 3 para piano para zurdos, Op. 129 (2004)
- Concierto de acordeón, Op. 133 (2005)
- Concierto de violonchelo No. 5, Op. 135 (2005)
- Concierto de órgano, Op. 143 (2007)

Música de cámara e instrumental
- Cuarteto de cuerda No. 1, Op. 2 (1967)
- Cuarteto de cuerda No. 2, Op. 7 (1968)
- Sonatina per sestetto para flauta, clarinete, violín, violonchelo, piano y percusión, Op. 9 (1969)
- Kolme maanitusta, Quinteto de instrumentos de viento No. 1, Op. 11 (1970)
- Ritornello para violín y piano, Op. 13 (1970)
- Cuarteto No. 1 para instrumentos tradicionales para shakuhachi, shamisen, koto y jūshichi-gen, Op. 19 (1974)
- As in a Dream for cello and piano, Op. 21 (1974)
- Woodwind Quintet No. 2, Op. 22 (1975)
- Cuarteto de cuerda No. 3, Op. 27 (1976)
- Butterflies para solo de guitarra, Op. 39 (1977)
- In Patches para solo de acordeón, Op. 41 (1978)
- Cuarteto No. 2 para instrumentos tradicionales "Seita" para shakuhachi, 2 kotos y jūshichi-gen, Op. 42 (1978)
- Quinteto de piano, Op. 44 (1978)
- A Late Pastorale para cuerno y quinteto de cuerda (2 violines, viola, violonchelo y doble bajo), Op. 47 (1979)
- Trío de Piano, Op. 49 (1980)
- Equivocations para kantele y trío de cuerda, Op. 55 (1981)
- Cuarteto de cuerda No. 4, Op. 60 (1983)
- Epilogue para violonchelo y piano, Op. 61 (1983)
- Cuarteto de cuerda No. 5, Op. 69 (1986)
- Cuarteto de cuerda No. 6, Op. 73 (1989)
- Going On para doble bajo y percusión, Op. 77 (1991)
- Sonata para solo de violonchelo, Op. 83 (1992)
- Sculpture-Fanfare para 3 trompetas y 3 trombones, Op. 84 (1992)
- Quinteto de cuerda No. 7, Op. 85 (1992)
- Sonata para violín y piano, Op. 86 (1992)
- Distance-Dream para violonchelo y acordeón, Op. 101 (1997)
- Pieni mollipolska para 2 violines y acompañamiento (1997)
- Sonata for solo violin, Op. 104 (1999)
- Cuarteto de cuerda No. 8, Op. 105 (1999)
- Zest para saxofón, violonchelo y piano, Op. 109 (1999)
- Quinteto de cuerda para 2 violines, viola y 2 violonchelos, Op. 110 (2000)
- Tuulimyllyfantasia (Wind Mill Fantasy) for 3 accordions, Op. 113 (2001)
- Quinteto de guitarra y cuarteto de cuerda, Op. 119 (2003)
- Cuarteto para clarinete, violín, violonchelo y piano, Op. 121 (2003)
- Come da lontano para solo de guitarra, Op. 122 (2003)
- Cuarteto de cuerda No. 9, Op. 125 (2004)
- Klippgrund (Reefs) para violonchelo y guitarra, Op. 128 (2004)
- A Viking in Kaustinen, Polka para 2 violines y doble bajo, Op. 131 (2004)
- Spellbound Tones para cuerno, guitarra y violonchelo (todos tocando instrumentos de percusión adicionales), Op. 132 (2005)
- Cuarteto de cuerda No. 10, Op. 142 (2007)
- Cuarteto de cuerda No. 11, Op. 144 (2008)

Piano
- Kymmenen ballaadia japanilaisiin kauhutarinoihin (Kwaidan-balladit) (10 baladas después de Historias de fantasmas japonesas) de  Lafcadio Hearn; 小泉八雲の怪談によるバラード) (1972–1977)

1. Miminashi-Hōichi (耳なし芳一; Hōichi the Earless), Op. 17 (1972)
2. Mugen-kane (無間鐘), Op. 28 (1976)
3. Mujina (むじな), Op. 30 (1976)
4. O-tei (お貞), Op. 29 (1976)
5. Oshidori (おしどり), Op. 25 (1976)
6. Rokuro-kubi (ろくろ首), Op. 32 (1976)
7. Yuki-onna (雪女), Op. 31 (1976)
8. Akinosuke-no-yume (安芸之助の夢; El sueño de Akinosuke), Op. 35 (1977)
9. Jyūroku-zakura (十六ざくら), Op. 36 (1977)
10. Jikininki (食人鬼), Op. 37 (1977)

- Kwaidan II, Tres baladas basadas en historias de fantasmas japonesas para piano mano izquierda, Op. 127 (2004)

Vocal
- Lávllaráidu Nils-Aslak Valkeapää divttai'e (Poemas de Nils-Aslak Valkeapää) para barítono, violonchelo y piano, Op. 45 (1978)
- Fyra sånger till dikter av Edith Södergran (Cuatro canciones de poemas de Edith Södergran) para soprano y piano, Op. 58 (1982)
- Nacht der Nächte para  2 sopranos, violín, violonchelo y piano, Op. 114 (2000)
- Ei ne kaikki kuollehia para soprano y piano, Op. 115 (2001)
- Sångcykel till dikter av Edith Södergran para mezzo-soprano, orquesta de cuerda y harpa, Op. 123 (2003)
- Kuun lapset (Children of the Moon) para barítono, 2 violines, viola, violonchelo y doble bajo (2005)
- Siete poemas de la colección Ogura Hyakunin Isshu para mezzo-soprano y guitarra, Op. 137 (2006)

Coros
- Agnus Dei para soprano, barítono, oro mixto y orquesta, Op. 15 (1971)
- Maan alistaminen para coro mixto (1973)
- Väinämöisen rukous para coro mixto (1973)
- Kuninkaan kämmenellä (In the Palm of the King's Hand), Cantata para soprano, barítono, coro masculino, coro infantil y orquesta, Op. 46 (1979)
- Taivaanvalot para soprano, tenor, coro mixto, coro infantil, instrumentos folk y orquestas de cuerda, Op. 63 (1985)
- Perpetuum mobile para coro masculino, Op. 75 (1989)
- Beaivi, áhčážan para 3 mezzo-sopranos, tenor, bajo, coro mixto y orquesta, Op. 70 (1990)
- Odotus (Awaiting)  para coro masculino, Op. 78 (1991)
- Laulu köyhyydestä para coro mixto, Op. 96 (1996)
- Symphony No. 6  Interdependence  para soprano, tenor, coro mixto y orquesta, Op. 107 (1999–2000)
- Te Deum para soprano, bajo, coro mixto y orquesta, Op. 111 (2000)
- Tuuri, Balada dramática para tenor, bajo, coro mixto y orquesta, Op. 117 (2002–2003)
- Amor Desesperada, 4 piezas de Pablo Neruda's 20 Poemas de amor, y una canción desesperada para soprano, barítono, koto, shakuhachi y doble bajo, Op. 120 (2003)
- De sole et luna para coro mixto y orquesta de cuerda, Op. 138 (2006)